# Як дві краплі
«Як дві краплі» — шоу на каналі «Україна». Знімається за міжнародним форматом «Your Face Sounds Familiar» (оригінал: «Tu cara me suena») компании «Endemol».
Це шоу перевтілень, де учасники використовують образи відомих музикантів і виконують їх пісні, намагаючись зробити це максимально схоже на оригінал.
Станом на літо 2014 року відбувся один сезон шоу.

## Випуски
- Наталя Могилевська
- Єва Бушміна
- Валерій Харчишин
- Володимир Дантес
- Фагот
- Оля Полякова
- Ірина Розенфельд
- Василь Бондарчук
- EL Кравчук
- Аліна Гросу

## Сезони
| Сезон | Прем'єра       | Фінал          | Переможець   | 2 місце          | 3 місце          | 4 місце          | 5 місце     | Ведучі       | Ведучі               | Основне журі | Основне журі      | Основне журі    | Основне журі   |
| Сезон | Прем'єра       | Фінал          | Переможець   | 2 місце          | 3 місце          | 4 місце          | 5 місце     | Ведучі       | Ведучі               | 1            | 2                 | 3               | 4              |
| ----- | -------------- | -------------- | ------------ | ---------------- | ---------------- | ---------------- | ----------- | ------------ | -------------------- | ------------ | ----------------- | --------------- | -------------- |
| 1     | 06 жовтня 2013 | 31 грудня 2013 | Оля Полякова | Володимир Дантес | Ірина Розенфельд | Валерій Харчишин | Єва Бушміна | Антон Лірник | Анастасія Заворотнюк | Роман Віктюк | Людмила Артем'єва | Андрій Молочний | Сусанна Чахоян |

За тим самим міжнародним форматом, але під іншою назвою — ШОУМАSТГОУОН, та з іншою командою, шоу демонструвалось в 2012 році на «Новому каналі».